# Liste von Putschen und Putschversuchen
Die Liste von Putschen und Putschversuchen nennt erfolgreiche und erfolglose Putsche weltweit in der Definition einer oft überraschenden, meist gewaltsamen Aktion von Angehörigen des Militärs oder paramilitärischer Organisationen und/oder einer Gruppe von Politikern mit dem Ziel, die Regierung zu stürzen und die Macht im Staat zu übernehmen.

## Auswahl

### Antike
| Datum           | Land                | Beschreibung | Tote |
| --------------- | ------------------- | --- | ---- |
| ca. 880 v. Chr. | Nordreich Israel    | Der Kommandant der Kriegswagen Simri ermordete König Ela. Er selbst kam schon sieben Tage später in der Stadt Tirza um, die er selbst in Brand setzen ließ. |      |
| ca. 632 v. Chr. | Griechenland        | Kylon versucht in Abwesenheit einiger Athener die Macht an sich zu reißen. |      |
| 44 v. Chr.      | Römische Republik   | Eine Gruppe von Senatoren, die Caesarmörder, töteten Gaius Iulius Caesar. |      |
| 476 n. Chr.     | Weströmisches Reich | Barbarische Hilfstruppen (Heruler Foederaten) unter ihrem König Odoaker, revoltierten und töteten den Heermeister Orestes und nahmen mit Gewalt die Hauptstadt Ravenna ein. Odoaker setzte den letzten römischen Kaiser Romulus Augustus ab und ernannte sich danach zum rex Italiae (König von Italien), was als Ende des Weströmischen Reich angesehen wird. |      |

### 17. Jahrhundert
| Datum            | Land                   | Beschreibung | Tote |
| ---------------- | ---------------------- | --- | ---- |
| 5. November 1605 | Vereinigtes Königreich | Guy Fawkes und andere planten, das britische Parlament zu sprengen, um den damaligen König zu stürzen. Der Gunpowder Plot scheiterte. |      |

### 18. Jahrhundert
| Datum             | Land       | Beschreibung | Tote |
| ----------------- | ---------- | --- | ---- |
| 9. Juli 1762      | Russland   | Katharina II. erzwang die Abdankung von Peter III., nachdem sie sich zuvor die Unterstützung einiger Garderegimenter versichern konnte.                                   |      |
| 10. November 1799 | Frankreich | Der Staatsstreich des 18. Brumaire VIII bedeutete das Ende des Direktoriums und der Französischen Revolution. Napoleon Bonaparte wurde als Erster Konsul Alleinherrscher. |      |

### 19. Jahrhundert
| Datum             | Land       | Beschreibung | Tote |
| ----------------- | ---------- | --- | ---- |
| 6. September 1839 | Schweiz    | Beim Züriputsch lösten reaktionäre Kräfte die Regierung des Kantons Zürich ab. 1845 übernahmen wieder die Liberalen die Macht in Zürich.                                                             |      |
| 2. Dezember 1851  | Frankreich | Beim Staatsstreich vom 2. Dezember 1851 von Charles Louis Napoléon Bonaparte wurde das Ende der 1848 gegründeten Zweiten Französischen Republik und der Beginn des Zweiten Kaiserreichs eingeleitet. |      |

### 20. Jahrhundert
| Datum              | Land                         | Beschreibung | Tote                                       |
| ------------------ | ---------------------------- | --- | ------------------------------------------ |
| 23. Januar 1913    | Osmanisches Reich            | Die Jungtürken führten am 23. Januar 1913 einen Militärputsch unter Führung von Enver Pascha durch. |                                            |
| 19. Februar 1919   | Deutschland                  | Lotter-Putsch. Versuch von Matrosen, den bayerischen Ministerpräsidenten Kurt Eisner zu stürzen. |                                            |
| 13. April 1919     | Deutschland                  | Palmsonntagsputsch. Versuch der republikanischen Schutztruppe, die Münchner Räterepublik zu stürzen. Dabei wurden 13 Vertreter der Räterepublik festgenommen. Letztlich scheiterte der Putschversuch am Widerstand der sich im Aufbau befindlichen Münchner Roten Armee. Die zweite kommunistisch dominierte Phase der Münchner Räterepublik wurde eingeleitet. | 21                                         |
| 18. April 1919     | Deutschland                  | Karfreitagsputsch. Ein kommunistischer Putschversuch, den Stadtrat in Offenbach am Main zu stürzen und an die Waffen der Kaserne an der Bieberer Straße zu gelangen, scheiterte. | 17                                         |
| 13. März 1920      | Deutschland                  | Kapp-Putsch. Der Kapp-Putsch unter Walther von Lüttwitz war gegen die sozialdemokratisch geführte Regierung gerichtet und führte zu Generalstreiks in der Arbeiterschaft. Der Putsch scheiterte nach fünf Tagen. |                                            |
| 1. Oktober 1923    | Deutschland                  | Buchrucker-Putsch. Der Versuch von Bruno Ernst Buchrucker, mit Einheiten der Schwarzen Reichswehr die Hafenstadt Küstrin zu besetzen, um später die Reichsregierung unter Reichskanzler Gustav Stresemann zu stürzen, scheiterte. |                                            |
| 8. November 1923   | Deutschland                  | Der Hitler-Putsch begann mit einem Übergriff auf eine Großveranstaltung des bayerischen Generalstaatskommissars Gustav von Kahr im Münchener Bürgerbräukeller; ein Marsch auf Berlin sollte folgen. Hitler wurde am 11. November 1923 verhaftet, die NSDAP reichsweit verboten. | 20                                         |
| 12.–15. Mai 1926   | Polen                        | Maiputsch. Józef Piłsudski, Marschall a. D. und ehemaliges Staatsoberhaupt der Republik Polen von 1918 bis 1922, erzwang durch Übernahme einiger Armeeregimente und militärisches Eingreifen in Warschau den Rücktritt des Mitte-Rechts-Kabinetts von Premier Wincenty Witos sowie des Präsidenten Stanisław Wojciechowski. In der Folge installierte Piłsudski das Sanacja-Regime. | 479                                        |
| 20. Juli 1932      | Deutschland                  | Beim Preußenschlag wurde der Preußenkoalition die Regierungsmacht entzogen und auf Franz von Papen übertragen. |                                            |
| 17./18. Juli 1936  | Spanien                      | Francisco Franco löste mit seinem gescheiterten Putschversuch den Spanischen Bürgerkrieg aus. Franco gewann diesen insbesondere aufgrund der militärischen Unterstützung des Deutschen Reichs. Er herrschte von 1936 bis 1975 als Diktator über das Königreich Spanien. | Inklusive Bürgerkrieg: 190.000 bis 500.000 |
| 27. März 1941      | Jugoslawien                  | Der Jugoslawische Staatsstreich wurde vom General der Luftwaffe Dušan Simović angeführt. Er führte zur Einsetzung von Peter II. Karađorđević und zur Invasion Jugoslawiens durch die Achsenmächte am 6. April 1941, angeführt durch Deutschland. |                                            |
| 1. April 1941      | Irak                         | Beim Putsch von Raschid Ali al-Gailani riss eine Gruppe um Raschid Ali al-Gailani, unterstützt von den Achsenmächten, die Macht an sich. Die Briten stellten die alte Ordnung militärisch wieder her. |                                            |
| 20. Juli 1944      | Deutschland                  | Das Attentat vom 20. Juli 1944 auf Adolf Hitler war der Auslöser für einen Putschversuch gegen die politische und militärische Führung der NS-Diktatur im Rahmen des Unternehmens Walküre. Hitler überlebte jedoch. Die dem Attentat folgenden Maßnahmen der Verschwörer wurden an den maßgeblichen Stellen zu spät eingeleitet. Der Putschversuch scheiterte. Ein großer Teil der Beteiligten des 20. Juli 1944 wurde hingerichtet. |                                            |
| 14. August 1945    | Japan                        | In der Nacht vom 14. auf den 15. August 1945 besetzte eine Gruppe von Militärs den Palast in Tokio. Dies war der Vorabend der Ausstrahlung der Radioansprache des Tenno Hirohito zum „Kaiserlichen Erlass zur Beendigung des Großostasiatischen Kriegs“ („Gyokuon-hōsō“, japanisch 玉音放送, deutsch etwa: „Übertragung der Juwelenstimme“, also der Stimme des Kaisers). Die Erklärung wurde von ihnen als unehrenhaft empfunden. Angeführt wurde die Truppe u. a. von Hatanaka Kenji, einem der Hauptverschwörer. Ziel war die Vernichtung der Aufzeichnung. Das Band konnte jedoch nicht aufgefunden werden. |                                            |
| 30. März 1949      | Syrien                       | Der Syrische Putsch war der erste Staatsstreich in der arabischen Welt überhaupt und der erste in der modernen Geschichte Syriens. |                                            |
| 15. August 1953    | Iran                         | Bei der Operation Ajax von CIA und MI6 wurde Mohammad Mossadegh gestürzt. |                                            |
| 13. Mai 1958       | Frankreich                   | Beim Putsch d’Alger lehnte sich das französische Militär in Algerien gegen die neugebildete Regierung in Paris unter dem christdemokratischen Premierminister Pierre Pflimlin auf. Charles de Gaulle kam an die Macht; es bedeutete das Ende der Vierten Republik und Anfang der Fünften Republik. |                                            |
| 27. Mai 1960       | Türkei                       | Militärputsch als Reaktion auf Proteste gegen die Regierung unter Adnan Menderes, der anschließend zum Tode verurteilt wurde. |                                            |
| 8. März 1963       | Syrien                       | Revolution des 8. März, erfolgreicher Militärputsch. |                                            |
| 8. Februar 1963    | Irak                         | Die irakische Baath-Partei putscht und stürzt General Abd al-Karim Qasim. Sie übernimmt die Macht in Bagdad. |                                            |
| 1. April 1964      | Brasilien                    | Das Militär setzte João Goulart als Präsidenten ab und Marschall Humberto Castelo Branco ein. |                                            |
| 1. Januar 1966     | Zentralafrikanische Republik | Jean-Bédel Bokassa setzte seinen Cousin David Dacko als Präsidenten ab. |                                            |
| 21. April 1967     | Griechenland                 | Das Militär errichtete im Königreich Griechenland die Griechische Militärdiktatur bis 1974. |                                            |
| 18. März 1970      | Kambodscha                   | Putsch in Kambodscha, Prinz Norodom Sihanouk wird von Nationalisten abgesetzt, welche die Republik Khmer ausrufen |                                            |
| 13. November 1970  | Syrien                       | Die Korrektive Revolution brachte Hafiz al-Assad an die Macht. |                                            |
| 25. Januar 1971    | Uganda                       | Präsident Milton Obote war außer Lande, als Armeechef Idi Amin die Macht an sich reißt. | 0                                          |
| 12. März 1971      | Türkei                       | Militärputsch in Form eines Memorandums. |                                            |
| 11. September 1973 | Chile                        | Beim Putsch in Chile 1973 stürzte Augusto Pinochet den Präsidenten Salvador Allende. Allende erschoss sich beim Sturm auf den Präsidentenpalast. |                                            |
| 25. April 1974     | Portugal                     | Bei der Nelkenrevolution wurde die autoritäre Diktatur des Estado Novo beendet und eine Demokratie errichtet. | 4                                          |
| 15. Juli 1974      | Zypern                       | Beim Militärputsch in Zypern 1974 setzte die zyprische Nationalgarde unter dem Einfluss der griechische Militärdiktatur Präsident Makarios III. ab und etablierte ein progriechisches Marionettenregime. Der Putsch führte zur Türkischen Invasion Zyperns und der Teilung der Insel. |                                            |
| 24. März 1976      | Argentinien                  | Ein Militärputsch traf Präsidentin María Estela Martínez de Perón. Es folgte die Argentinische Militärdiktatur der Jahre 1976 bis 1983. |                                            |
| 27. April 1978     | Afghanistan                  | Die Saurrevolution führte zur Machtübernahme durch Mitglieder der kommunistischen afghanischen Volkspartei und zur Ausrufung der Demokratischen Republik Afghanistan. |                                            |
| 20. September 1979 | Zentralafrikanische Republik | Die von Frankreich unterstützte Operation Barracuda stürzte Kaiser Jean-Bédel Bokassa und setzte den ehemaligen Präsidenten David Dacko wieder ins Amt ein. |                                            |
| 12. September 1980 | Türkei                       | Der Militärputsch von General Kenan Evren richtete sich gegen die Regierung von Süleyman Demirel. Evren blieb sieben Jahre lang Staatspräsident. |                                            |
| 23. Februar 1981   | Spanien                      | Der Militärputsch vom 23. Februar 1981 war ein missglückter Versuch von Teilen der Guardia Civil und des Militärs, die Demokratie in Spanien zu beenden und eine neuerliche Diktatur zu errichten. |                                            |
| 20. September 1981 | Zentralafrikanische Republik | Generalstabschef André Kolingba stürzte den gerade im Ausland weilenden Präsidenten David Dacko und wurde selbst Präsident. |                                            |
| 19. August 1991    | Sowjetunion                  | Beim Augustputsch in Moskau versuchte eine Gruppe von Funktionären der Kommunistischen Partei, den Staatspräsidenten Michail Gorbatschow abzusetzen. Er und seine Frau wurden vom 18. August bis zum 21. August festgesetzt und isoliert. Boris Jelzin führte den Widerstand gegen den Putsch an. Am 26. Dezember 1991 wurde die Sowjetunion aufgelöst. |                                            |
| 28. Februar 1997   | Türkei                       | „Postmoderner Staatsstreich“, der gegen Maßnahmen der islamistischen Wohlfahrtspartei vorging. Diese beinhalteten 18 Forderungen zum Schutze des Säkularismus. |                                            |

### 21. Jahrhundert
| Datum              | Land                         | Beschreibung | Tote    |
| ------------------ | ---------------------------- | --- | ------- |
| 15. März 2003      | Zentralafrikanische Republik | Der ehemalige Stabschef des Militärs, François Bozizé, stürzte den gerade im Ausland weilenden Präsidenten Ange-Félix Patassé und wurde selbst Präsident. |         |
| 24. Februar 2006   | Philippinen                  | Beim Putschversuch auf den Philippinen 2006 versuchten Einheiten des Militärs, die philippinische Präsidentin Gloria Macapagal Arroyo abzusetzen. |         |
| 19. September 2006 | Thailand                     | Beim Putsch in Thailand 2006 erfolgte die Absetzung von Thaksin Shinawatra durch Polizei und Militär unter der Führung von Sonthi Boonyaratkalin. |         |
| 28. Juni 2009      | Honduras                     | Beim Putsch in Honduras 2009 stürzte das Militär den Präsidenten José Manuel Zelaya. |         |
| 3. Juli 2013       | Ägypten                      | Beim Militärputsch in Ägypten 2013 unter Führung des Militärratschefs Abd al-Fattah as-Sisi wurde der ägyptische Präsident Mohammed Mursi abgesetzt. |         |
| 20. Mai 2014       | Thailand                     | Die politische Krise in Thailand 2013/2014 führte zum Ausruf des Kriegsrechts und zur Machtübernahme von General Prayuth Chan-ocha. Es war die zwölfte Machtübernahme durch das Militär in der Geschichte des Landes. |         |
| 16. September 2015 | Burkina Faso                 | Kurzzeitige Absetzung von Übergangspräsident Michel Kafando und Interims-Premierminister Isaac Zida durch die Präsidentengarde. |         |
| 15. Juli 2016      | Türkei                       | Der Putschversuch in der Türkei 2016 von Teilen des türkischen Militärs gegen den türkischen Präsident Recep Tayyip Erdoğan scheiterte in einer Nacht. | ca. 290 |
| 15. November 2017  | Simbabwe                     | Der Militärputsch in Simbabwe 2017 führte zum Machtverlust des langjährigen Präsidenten Robert Mugabe. |         |
| 11. April 2019     | Sudan                        | Beim Militärputsch im Sudan 2019 wurde der langjährige Staatspräsident Umar al-Baschir abgesetzt. |         |
| 1. Februar 2021    | Myanmar                      | Beim Militärputsch in Myanmar 2021 wurde das Parlament durch die die myanmarischen Streitkräfte (Tadmadaw) unter Führung von General Min Aung Hlaing abgesetzt. |         |
| 26. Mai 2021       | Mali                         | Beim Militärputsch in Mali wurde die Übergangsregierung vom Putschistenführer Assimi Goïta abgelöst. |         |
| 5. September 2021  | Guinea                       | Unter der Führung von Brigadegeneral und Putschistenführer Mamady Doumbouya wurde Präsident Alpha Condé inhaftiert und seines Amtes enthoben. |         |
| 25. Oktober 2021   | Sudan                        | Beim Militärputsch im Sudan 2021 wurde Ministerpräsident Abdalla Hamdok abgesetzt, konnte aber wenige Wochen später ins Amt zurückkehren. |         |
| 25. Januar 2022    | Burkina Faso                 | Beim Militärputsch in Burkina Faso wurde der Premierminister Lassina Zerbo abgesetzt. |         |
| 30. September 2022 | Burkina Faso                 | Beim Militärputsch in Burkina Faso wurde der bisherige Präsident, Oberstleutnant Paul-Henri Sandaogo Damiba abgesetzt. |         |
| 8. Januar 2023     | Brasilien                    | Anhänger des abgewählten Präsidenten Jair Bolsonaro stürmten die Regierungszentralen in Brasilia. Dass es tatsächlich ein Putschversuch war, stellte Monate später eine parlamentarische Untersuchungskommission fest und benannte Bolsonaro als Hauptverantwortlichen.                                                                                  |         |
| 15. April 2023     | Sudan                        | Bei den Kämpfen im Sudan 2023 unternahmen die paramilitärischen Rapid Support Forces einen Putschversuch gegen die Regierung unter Abdel Fattah Burhan. |         |
| 26. Juli 2023      | Niger                        | Beim Militärputsch in Niger 2023 wurde der demokratisch gewählte Staatspräsident Mohamed Bazoum zuerst von Mitgliedern der Präsidentengarde festgehalten und anschließend per Fernsehansprache für abgesetzt erklärt. |         |
| 30. August 2023    | Gabun                        | Am 30. August 2023 verkündeten Vertreter der Gendarmerie, der republikanischen Garde und anderer Sicherheitskräfte, dass Staatspräsident Ali-Ben Bongo Ondimba abgesetzt worden sei. Die Machtübernahme steht im zeitlichen Zusammenhang mit den umstrittenen Parlaments- und Präsidentschaftswahlen in Gabun vom 26. August.                            |         |
| 26. November 2023  | Sierra Leone                 | Am 26. November 2023 versuchten Militärangehörige militärische und nicht-militärische Einrichtungen vor allem in Freetown anzugreifen. 21 Personen kamen ums Leben. Hinter dem Putschversuch soll Ex-Präsident Ernest Koroma stehen. Er wurde seitdem des Hochverrats angeklagt.                                                                         |         |
| 26. Juni 2024      | Bolivien                     | Am 26. Juni 2024 fuhr ein Militärkommando unter Juan José Zúñiga zum Präsidentenpalast Casa Grande del Pueblo von La Paz, um die Regierung von Luis Arce zu stürzen. Sowohl Bevölkerung als auch weite Teile der Opposition solidarisierten sich mit Arce. Nach einem kurzen Wortgefecht zwischen Arce und Zúñiga gaben die Putschisten schließlich auf. | 21      |